# Just Jordan
{{Infobox televisieprogramma
| titel        = Just Jordan
| afbeelding   = 
| onderschrift = 
| genre        = Sitcom
| speelduur    = 22 minuten
| bedenker     = Alison Taylor
| producer     = Ralph Farquhar
| spelers      = Lil' JJ
Justin Chon
Raven Goodwin
Kirsten Combs
Eddy Martin
Shania Accius
Beau Billingslea
Chelsea Harris
| regie        = 
| schrijver    = 
| montage      = 
| muziek       = 
| orchestratie = 
| kostuum      = 
| land         =  Verenigde Staten
| taal         = Engels
| gerelateerd  = 
| start        = 7 januari 2007
| einde        = 5 april [[200810 oktober 2007nick]]
| afleveringen = 29
| seizoenen    = 3
| netwerk      = 
| zender       = Nickelodeon
| website      = 
| imdb         = 0486935
| tv_com       = just-jordan
}}
Just Jordan is een Amerikaanse sitcom die te zien is op de Amerikaanse zender TEENick (onderdeel van Nickelodeon). De serie, die in première ging op 7 januari 2007, wordt gepresenteerd door Lil' JJ. Herhalingen zijn te zien op The N en BET.

## Productie
Her eerste seizoen van de serie heeft dertien afleveringen en duurde van 7 januari tot 10 augustus 2007. Het tweede seizoen was te zien van 16 september 2007 tot 2 maart 2008. Daarnaast is er een film gemaakt, Picture Me Rollin'. Het derde seizoen duurde drie afleveringen en was te zien tot 5 april 2008.

## Rolverdeling
| Acteur           | Personage               |
| ---------------- | ----------------------- |
| Lil' JJ          | Jordan James Lewis      |
| Raven Goodwin    | Tangie Cunningham       |
| Eddy Martin      | Joaquin Osmando Montez  |
| Justin Chon      | Tony Lee                |
| Kristen Combs    | Monica Lewis            |
| Shania Accius    | Pamela Cunningham-Lewis |
| Beau Billingslea | Grant Cunningham        |
| Chelsea Harris   | Tamika Newsome          |
| Chelsea Tavares  | Autumn Williams         |